# Leptogaster flavipes
Leptogaster flavipes är en tvåvingeart som beskrevs av Friedrich Hermann Loew 1862. Leptogaster flavipes ingår i släktet Leptogaster och familjen rovflugor. Inga underarter finns listade i Catalogue of Life.